# Werraaltarm bei Schwebda
Werraaltarm bei Schwebda este o arie protejată (arie specială de conservare — SAC, sit de importanță comunitară — SCI) din Germania întinsă pe o suprafață de 8 ha, integral pe uscat.

## Localizare
Centrul sitului Werraaltarm bei Schwebda este situat la coordonatele 51°11′34″N 10°06′10″E / 51.1928°N 10.1028°E.

## Înființare
Situl Werraaltarm bei Schwebda a fost declarat sit de importanță comunitară în noiembrie 2004 pentru a proteja 3 specii de animale. Situl a fost protejat și ca arie specială de conservare în martie 2008.

## Biodiversitate
Situată în ecoregiunea continentală, aria protejată conține 2 habitate naturale: Lacuri eutrofice naturale cu vegetație de tip Magnopotamion sau Hydrocharition, Păduri aluvionare cu Alnus glutinosa și Fraxinus excelsior (Alno-Padion, Alnion incanae, Salicion albae).
La baza desemnării sitului se află mai multe specii protejate de  păsări (3): rață cârâitoare (Anas querquedula), erete de stuf (Circus aeruginosus), Rallus aquaticus aquaticus.
Pe lângă speciile protejate, pe teritoriul sitului au mai fost identificate 2 specii de plante, 1 specie de amfibieni, 2 specii de nevertebrate.